# Dorylus laevigatus
Dorylus laevigatus é uma espécie de formiga do gênero Dorylus.